# Anna Cathcart
Anna Cathcart (nascida em 16 de junho de 2003) é uma atriz canadense. Ela ficou conhecida por estrelar a segunda temporada de Odd Squad (2016–2019) como Agente Olympia. Cathcart também ganhou amplo reconhecimento por interpretar Kitty Covey na série de filmes To All the Boys I've Loved Before da Netflix (2018–2021). Ela também é conhecida por interpretar Dizzy Tremaine em Descendants 2 (2017) e Descendants 3 (2019) do Disney Channel. Zoe Valentine na série baseada na web Brat de mesmo nome (2019) e Spring Breakaway (2019). 
Antes de estrelar Odd Squad, Cathcart atuou em comerciais como Crayola e os comerciais de Campbell's Soup. Ela estrelou como Agente Olympia em vários spin-offs de Odd Squad, incluindo o spin-off da série Odd Squad: The Movie (2016), que teve um lançamento teatral de um dia, OddTube (2016–2017) e Odd Squad: World Turned Odd (2018). Ela foi indicada duas vezes para o Canadian Screen Award de Melhor Performance em um Programa ou Série Infantil ou Juvenil por seu trabalho em Odd Squad, o último dos quais ela ganhou no 7º Canadian Screen Awards. 

## Biografia
Cathcart é mais conhecida por seu papel em Odd Squad como Olympia, onde reprisou seu papel no filme de Odd Squad: The Movie.[carece de fontes?] Anna ganhou o Emmy Award Daytime de Melhores Novas Abordagens, junto com o elenco de Odd Squad. Fez Dizzy Tremaine, em Descendants 2, Under the Seaː A Descendants Story e em Descendants 3. 
Em 2018, ganhou também bastante notoriedade ao interpretar Kitty Covey, a irmã caçula da protagonista Lara Jean (interpretada por Lana Condor) nos filmes de comédia romântica To All the Boys I've Loved Before (2018) e por retornar no mesmo papel no filme To All the Boys: P.S. I Still Love You (2020) e To All the Boys: Always and Forever que foi filmado principalmente em Vancouver, Nova York e Seul, ambos lançados na plataforma da Netflix. O desempenho de Cathcart foi elogiado pela crítica. O The Spool disse que ela estava "roubando a cena". Nos três filmes, ela também atua ao lado do personagem Peter Kavinsky (interpretado por Noah Centineo).

## Filmografia

### Televisão

#### Séries
| Ano     | Programa         | Personagem                   | Notas             |
| ------- | ---------------- | ---------------------------- | ----------------- |
| 2015—18 | Odd Squad        | Olympia                      | Protagonista      |
| 2017    | Dino Dana        | Robyn                        | Participação      |
| 2017—18 | Once Upon a Time | Drizella (jovem)             | Elenco recorrente |
| 2019    | Fast Layne       | Anna                         | Elenco recorrente |
| 2019    | Zoe Valentine    | Zoe Valentine                | Papel principal   |
| 2023    | XO, Kitty        | Katherine "Kitty" Song-Covey | Papel principal   |

#### Filmes
| Ano  | Filme                                           | Personagem                   | Notas                     |
| ---- | ----------------------------------------------- | ---------------------------- | ------------------------- |
| 2016 | Odd Squad: The Movie                            | Olympia                      | Filme para TV             |
| 2017 | Descendants 2                                   | Dizzy Tremaine               | Filme para TV             |
| 2018 | Under the Seaː A Descendants Story              | Dizzy Tremaine               | Curta-metragem para TV    |
| 2018 | To All the Boys I've Loved Before               | Katherine "Kitty" Song-Covey | Filme para Netflix        |
| 2019 | Descendants 3                                   | Dizzy Tremaine               | Filme para TV             |
| 2020 | To All the Boys: P.S. I Still Love You          | Katherine "Kitty" Song-Covey | Filme para Netflix        |
| 2021 | To All the Boys: Always and Forever             | Katherine "Kitty" Song-Covey | Filme para Netflix        |
| 2021 | Spin                                            | Molly                        | Filme de televisão        |
| 2021 | Descendants: The Planning Of The Royal Wedding  | Dizzy Tremaine (voz)         | Especial em animação      |
| 2021 | Star Wars: Visions                              | Lop (voz)                    | Filme curta               |
| 2021 | See Us Coming Together: A Sesame Street Special | Ela Mesma                    | Especial, Elenco de Apoio |

## Prêmios e Indicações
| Ano  | Prêmio              | Categoria                                                                 | Programa  | Resultado |
| ---- | ------------------- | ------------------------------------------------------------------------- | --------- | --------- |
| 2016 | Prêmio Emmy Daytime | Melhores Novas Abordagens - Aprimoramento de um Programa ou Série Diurnos | Odd Squad | Vencedor  |